# Richard Phelps
Richard Phelps   (Gloucester, 19 d'abril de 1961) és un pentatleta modern anglès, ja retirat, guanyador d'una medalla olímpica.
Durant la seva carrera esportiva va prendre part en quatre edicions dels Jocs Olímpics d'Estiu, el 1984, 1988, 1992 i 1996. El 1988, junt a Dominic Mahony i Graham Brookhouse, guanyà una medalla de bronze en la competició per equips. El 1984 fou quart i el 1988 sisè en la competició individual.
En el seu palmarès també destaquen tres medalles en el Campionat del Món de pentatló modern, una d'or, una de plata i una de bronze, entre el 1987 i el 1994 i una medalla d'or en el Campionat d'Europa de pentatló modern de 1993.